# هریت (فیلم)
هریت (انگلیسی: Harriet) فیلمی زندگی‌نامه‌ای به کارگردانی کیسی لمونز است که فیلم‌نامه آن را همراه با گریگوری آلن هاوارد به نگارش درآورده‌است. در این فیلم سینتیا اریوو در نقش هریت تابمن و لسلی اودم جونیور، جو آلوین و جنل مونی در نقش‌های مکمل در فیلم حضور دارند. ساخت فیلمی بر اساس زندگی‌نامه هریت تابمن سال‌ها بود که در دست ساخت بود و شایعه شده‌بود که وایولا دیویس ایفاگر نقش هریت خواهد بود. سرانجام در فوریه ۲۰۱۷، سینتیا اریوو به عنوان بازیگر انتخاب شد و در سال ۲۰۱۸ تعداد زیادی از عوامل تولید و بازیگران به پروژه پیوستند‌. فیلم‌برداری از اکتبر تا دسامبر ۲۰۱۸ در ویرجینیا انجام شد.
هریت اولین بار در ۱۰ سپتامبر ۲۰۱۹ در جشنواره بین‌المللی فیلم تورنتو به نمایش درآمد و در ۱ نوامبر ۲۰۱۹ توسط فوکس فیچرز در سینماهای ایالات متحده اکران شد. هریت نقدهای مثبتی از سوی منتقدان دریافت کرد و عملکرد بازیگران ستوده شد، اریوو برای هنرنمایی خود در فیلم نامزد جوایز متعددی از جمله جایزه اسکار، گلدن گلوب و انجمن بازیگران فیلم شد. همچنین سینتیا اریوو و جاشوآ برایان کمپل برای آهنگ «ایستادن» نامزد جایزه اسکار بهترین ترانه، جایزه گلدن گلوب بهترین ترانه غیراقتباسی و جایزه گرمی شدند.

## داستان
زنی سیاهپوست به نام هریت تابمن که در طی دهه ۱۸۴۰ میلادی در ایالت مریلند آمریکا زندگی می‌کند، از چنگ برده‌داران می‌گریزد و با اقدامات جسورانه و هوشمندانه خود، به یکی از بزرگترین قهرمانان تاریخ این کشور تبدیل می‌شود. هریت در طول دوران زندگی خود، صدها برده سیاهپوست را نجات می‌دهد.

## بازیگران
- سینتیا اریوو در نقش هریت تابمن
- لسلی اودم جونیور در نقش ویلیام استیل، کسی که هریت را به راه‌آهن زیرزمینی متصل می‌کند.
- جو آلوین در نقش گیدئون برودس، ارباب سابق هریت
- کلارک پیترس در نقش بن راس، پدر هریت
- ونسا بل کالووی در نقش ریت راس، مادر هریت
- واندی کرتیس-هال در نقش کشیش ساموئل گرین
- جنیفر ندلز در نقش الیزا برودس، مادر گیدئون
- عمر درسی در نقش بیگر لانگ، یک برده سیاه‌پوست بدنام
- تیم گونی در نقش توماس گرت، رهبر جنبش راه‌آهن زیرزمینی قبل از جنگ داخلی آمریکا
- زاکری مومو در نقش جان تابمن، همسر اول هریت

## جوایز
- کاندیدای جایزه اسکار بهترین بازیگر نقش اول زن برای سینتیا اریوو
- کاندیدای جایزه اسکار بهترین ترانه برای ترانه «ایستادن» اثر جاشوآ برایان کمپل و سینتیا اریوو
- کاندیدای جایزه گلدن گلوب بهترین بازیگر زن فیلم درام برای سینتیا اریوو
- کاندیدای جایزه گلدن گلوب بهترین ترانه غیراقتباسی برای ترانه «ایستادن» نوشته جاشوآ برایان کمپل و سینتیا اریوو
- کاندیدای جایزه گرمی بهترین ترانه نوشته‌شده برای رسانه‌های تصویری برای ترانه «ایستادن» اثر جاشوآ برایان کمپل و سینتیا اریوو
- کاندیدای جایزه انجمن بازیگران فیلم برای بهترین بازیگر نقش اول زن برای سینتیا اریوو
- کاندیدای جایزه گزینش منتقدان فیلم بهترین بازیگر نقش اول زن برای سینتیا اریوو
- کاندیدای جایزه گزینش منتقدان فیلم بهترین ترانه برای ترانه «ایستادن» اثر جاشوآ برایان کمپل و سینتیا اریوو